# Юлисенъярви
Ю́лисенъя́рви (Юлисенярви, Илисен-ярви; фин. Ylinenjärvi, Ylisenjärvi) — озеро на территории Найстенъярвского сельского поселения Суоярвского района Республики Карелия.

## Общие сведения
Площадь озера — 2,6 км². Располагается на высоте 137,0 метров над уровнем моря.
Форма озера продолговатая: вытянуто с северо-запада на юго-восток. Берега каменисто-песчаные, местами заболоченные.
Из северо-западной оконечности озера вытекает река Тихая (фин. Ylisenoja), впадающая в озеро Суоярви.
В озере около десятка островов различной площади, однако их количество может варьироваться в зависимости от уровня воды.
Рыба: щука, плотва, лещ, окунь, ёрш.
Населённые пункты возле озера отсутствуют. Ближайший — посёлок Турханваара — расположен в 2,5 км к юго-западу от озера.
Название озера переводится с финского языка как «верхнее озеро».
Код объекта в государственном водном реестре — 01040100111102000016689.